# Julia de León
Julia de León Cruz (Santa Cruz de Tenerife, 23 de julio de 1977) es una astrónoma y científica española, especializada en la composición mineralógica de asteroides. Formó parte del grupo encargado del procesamiento de imágenes en la misión espacial OSIRIS-REx de la NASA.

## Trayectoria
Estudió Físicas en la Universidad de La Laguna (1995-2000) y se doctoró en Astrofísica por la misma universidad en 2009. Mientras hacía su tesis doctoral, trabajó como astrónoma para el Instituto Astrofísico de Canarias (IAC), en un telescopio de la Agencia Espacial Europea (ESA), monitorizando basura espacial (2001-2008).
De León ha especializado su investigación en los asteroides y, en particular, en el análisis composicional de posibles candidatos para ser «visitados» por una misión espacial no tripulada. El objetivo es estudiar la composición y qué minerales hay en la superficie de esos objetos a partir del análisis de la luz que se refleja en su superficie.

## Reconocimientos
El astrónomo Schelte John Bus, investigador del Observatorio de Siding Spring descubrió un asteroide el 28 de febrero de 1981, que tiene un diámetro de unos 3 kilómetros. Fue nombrado en honor a Julia de León Cruz. Se trata del asteroide (8324) Juliadeleon.